# Guillermo Pardo
Guillermo Pardo Jaramillo (Lima, 19 de diciembre de 1909 - 9 de julio de 1960) fue un futbolista peruano. Jugaba como defensa y fue campeón con Sport Boys y Deportivo Municipal de la Primera División del Perú. Sus padres fueron Sabino Pardo y María Jaramillo.

## Trayectoria
Jugó en Sport Boys Association y logró el primer campeonato del club en el torneo de 1935 donde integró la defensa titular junto a Raúl Chappell. Consiguió el título nuevamente en el campeonato de 1937, otra vez como titular en la zaga.
Al año siguiente pasó a Deportivo Municipal y logró con ese club el campeonato de 1938.

## Selección nacional
Formó parte del plantel de la Selección de fútbol del Perú que participó en los Juegos Olímpicos de Berlín 1936.
Falleció el 9 de julio de 1960, a los 50 años de edad, de tuberculosis pulmonar avanzada en el distrito chalaco de Bellavista. 

### Participaciones en Juegos Olímpicos
| Juegos Olímpicos | Sede     | Resultado        |
| ---------------- | -------- | ---------------- |
| Berlín 1936      | Alemania | Cuartos de final |

## Clubes
| Club                | País | Año       |
| ------------------- | ---- | --------- |
| Unión Estrella      | Perú | 1929-1930 |
| Sport Boys          | Perú | 1931-1937 |
| Deportivo Municipal | Perú | 1938-1940 |

## Palmarés

#### Campeonatos nacionales
| Título           | Club                | País | Temporada |
| ---------------- | ------------------- | ---- | --------- |
| Primera División | Sport Boys          | Perú | 1935      |
| Primera División | Sport Boys          | Perú | 1937      |
| Primera División | Deportivo Municipal | Perú | 1938      |